# Tetragnatha iwahigensis
Espèce
Tetragnatha iwahigensis est une espèce d'araignées aranéomorphes de la famille des Tetragnathidae.

## Distribution
Cette espèce est endémique  de Palawan aux Philippines,.

## Étymologie
Son nom d'espèce, composé de iwahig et du suffixe latin -ensis, « qui vit dans, qui habite », lui a été donné en référence au lieu de sa découverte, Iwahig.

## Publication originale
- Barrion & Litsinger, 1995 : Riceland Spiders of South and Southeast Asia. CAB International, Wallingford, p. 1-700.